# Jazz à Vienne

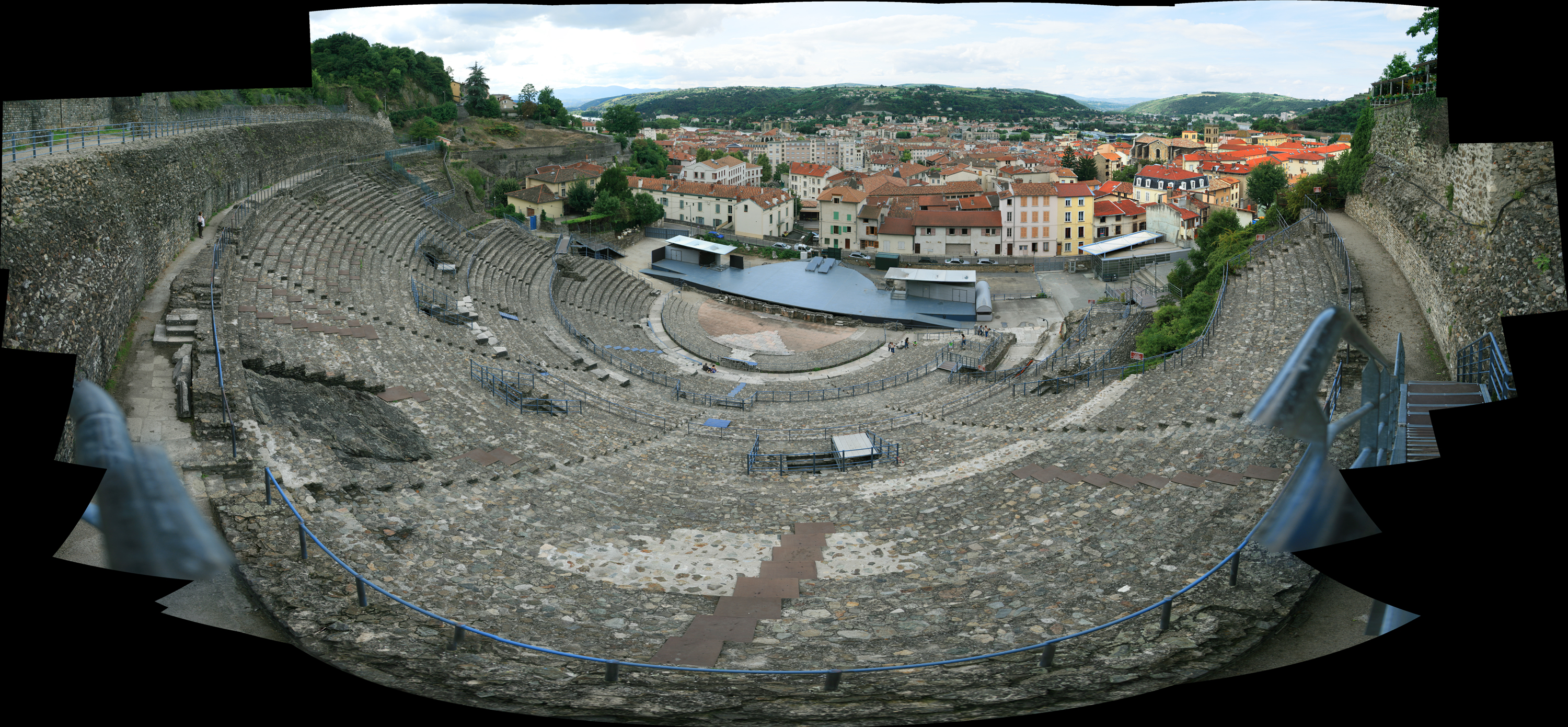
Das Antike Theater von Vienne, in dem die Hauptkonzerte des Festivals stattfinden

Jazz à Vienne ist ein Jazz-Festival in Vienne unweit von Lyon in Frankreich.
Das Festival findet seit 1981 in den Monaten Juni und Juli während zwei Wochen statt. Allabendlich gibt es Konzerte im antiken römischen Theater von Vienne. Unter den Auftretenden befanden sich in der Vergangenheit Musiker, wie Miles Davis, Stan Getz, Michel Petrucciani, Ella Fitzgerald, Sonny Rollins, Lionel Hampton, Dee Dee Bridgewater, Chuck Berry, Ike Turner oder auch Brad Mehldau. Viele Musiker kommen gerne wieder, so war Herbie Hancock schon mehr als ein Dutzend Mal in Vienne. Neben den Hauptkonzerten gibt es kleinere Konzerte auf weiteren Bühnen in der Stadt sowie Konzerte in Kneipen und musikalische Umzüge. Hier treten Jazzmusiker auf, die zum Teil aus der Region stammen.